# Divoš, Srbija
Divoš (izvirno srbsko Дивош) je naselje v Srbiji, ki upravno spada pod Občino Sremska Mitrovica; slednja pa je del Sremskega upravnega okraja.

## Demografija
V naselju živi 1276 polnoletnih prebivalcev, pri čemer je njihova povprečna starost 41,8 let (40,5 pri moških in 43,1 pri ženskah). Naselje ima 523 gospodinjstev, pri čemer je povprečno število članov na gospodinjstvo 3,02.
To naselje je, glede na rezultate popisa iz leta 2002, večinoma srbsko.
|  |

| Demografija | Demografija     | Demografija     |
| Leto        | Št. prebivalcev | Št. prebivalcev |
| ----------- | --------------- | --------------- |
| 1869        | 1748            |                 |
| 1900        | 2139            |                 |
| 1921        | 2311            |                 |
| 1931        | 2410            |                 |
| 1948        | 1387            |                 |
| 1953        | 1495            |                 |
| 1961        | 1614            |                 |
| 1971        | 1644            |                 |
| 1981        | 1618            |                 |
| 1991        | 1527            | 1506            |
| 2002        | 1599            | 1585            |
|             |                 |                 |

| Etnična sestava po popisu iz leta 2002 | Etnična sestava po popisu iz leta 2002 | Etnična sestava po popisu iz leta 2002 | Etnična sestava po popisu iz leta 2002 | Etnična sestava po popisu iz leta 2002 |
| -------------------------------------- | -------------------------------------- | -------------------------------------- | -------------------------------------- | -------------------------------------- |
| Srbi                                   | Srbi                                   |                                        | 1.468                                  | 92,61%                                 |
| Jugoslovani                            | Jugoslovani                            |                                        | 29                                     | 1,82%                                  |
| Hrvati                                 | Hrvati                                 |                                        | 11                                     | 0,69%                                  |
| Slovaki                                | Slovaki                                |                                        | 10                                     | 0,63%                                  |
| Rusini                                 | Rusini                                 |                                        | 3                                      | 0,18%                                  |
| Madžari                                | Madžari                                |                                        | 3                                      | 0,18%                                  |
| Muslimani                              | Muslimani                              |                                        | 2                                      | 0,12%                                  |
| Bolgari                                | Bolgari                                |                                        | 2                                      | 0,12%                                  |
| Nemci                                  | Nemci                                  |                                        | 1                                      | 0,06%                                  |
| Makedonci                              | Makedonci                              |                                        | 1                                      | 0,06%                                  |
| Neznano                                | Neznano                                |                                        | 45                                     | 2,83%                                  |